# 적기조례
기관차량 조례(Locomotive Act)는 흔히 붉은 깃발 법, 적기조례 또는 적기법(赤旗條例, 赤旗法, 영어: Red Flag Act)라고도 알려져 있으며, 19세기 중반, 영국에서 시행된 법률이다.
영국의 공도에서의 자동차(당시는 모두가 대형의 증기자동차로, 소형의 가솔린 자동차는 아직 실용화되지 않았다)의 운용 방법에 대한 것을 규정한 법률이며, 보행자나 마차의 안전을 배려한다는 명목이었다. 하지만 실제로는 마차 관련업자의 권익을 보호하기 위해 자동차를 규제하려고 한 법률이다. 결과적으로 그 나라에서의 자동차 산업의 발달을 방해하고 독일과 프랑스에 뒤쳐지게 된다. 당시 증기자동차가 도로교통과 안전을 위협한다고 판단해, 무게, 속도, 너비, 주행방식을 규제한 법률이다.
첫 번째 세 가지인 1861년 고속도로 기관차량 조례, 1865년 기관차량 조례, 1878년 고속도로 및 기관차차량 (개정) 조례는 도로 차량의 인력 배치와 운행 속도에 대한 제한적인 조치를 포함하고 있으며, 차량 등록, 등록 번호판, 속도 제한, 교량 등의 구조물에 대한  최대 차량 중량 등의 많은 중요한 도로 개념을 공식화하였다.
가장 엄격한 제한과 속도 제한은 1865년 제정된 조례("빨간 깃발법")으로 자동차를 포함한 모든 도로 기관차량은 시골 최고 시속 4 mph (6.4 km/h), 도시 최고 시속 2 mph (3.2 km/h)의 속도로 주행하도록 하고, 붉은 깃발을 든 사람이 여러 대의 마차를 운반하는 도로 차량 앞에서 걷는 것을 요구했다.
1896년 조례는 1865년 조례의 일부 제한을 없애고 속도를 14 mph (23 km/h)로 높였다.
1896년 고속도로 기관차량 조례는 최초의 실용적인 자동차가 개발된 직후 영국의 자동차 산업이 발전할 수 있도록 허용하는 법률을 제공하였다. 마지막 "기관차량 조례"는 1898년 기관차량 조례였다.

## 조례
- The Locomotives on Highways Act 1861 
  - 10mph(16km/h), 시가지에서는 5mph(8km/h)의 속도 제한을 부과한다.
- The Locomotive Act 1865 ←기관차량 조례'’’
  - 차량의 중량은 14톤으로 제한한다.
  - 차량의 폭은 2.7미터로 제한한다.
  - 교외에서는 4 mph(6km/h), 시가지에서는 2mph(3km/h)의 속도 제한을 정한다.
  - 자동차는, 운전수, 기관원, 붉은 기를 가지고 차량의 60야드(55미터)전방을 걷는 사람의 3명으로 운용하는 것을 규정한다. 붉은 기인가 랜턴을 가진 사람은 걷는 속도를 지키고 기수나 말에게 자동차의 접근을 예고한다.
- Highways and Locomotives Act 1878(개정법) 
  - 붉은 깃발의 필요성은 제거.
  - 아직도 필요로 된 전방보행 요원의 거리가 20야드(18미터)로 단축.
  - 말들을 우연히 만나면 차량은 정지해야 하다.
  - 차량이 말을 놀라게 하는 연기나 증기를 내는 것을 금한다.

## 같이 보기
- 과속 단속